# Karloman I. Franský
Karloman I. Franský (751 Soissons – 771 Samoussy) byl franský král v letech 768 až 771, pocházel z rodu Karlovců.

## Život
Byl nejmladším synem Pipina III. Krátkého a Bertrady z Laonu. Později byl rovněž spoluvládcem svého bratra Karla Velikého. Jeho manželkou byla Gerberga. V roce 754 byl společně se svým bratrem Karlem Velikým korunován králem, roku 768 získal vládu v Burgundsku, Alemanii a Septimánii.